# 尤素夫·阿迪温米
尤素夫·穆里塔拉·阿迪温米（德語：Yusuf-Muri Adewunmi，1982年11月5日—）是一名德国退役职业足球运动员，司职防守型中场。

## 职业
阿迪温米出生在汉堡。
他为布达佩斯捍卫者在匈甲联赛中出场八次。 

## 个人生活
尤素夫·阿迪温米是阿基姆·阿迪温米的兄弟，他是一名球员经纪人和退役足球运动员。